# Hans Müller (Bauernführer)

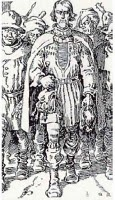
Ein Bauernhauptmann um 1525, unbekannter Meister

Hans Müller, genannt von Bulgenbach (* im 15. Jahrhundert wohl in Bulgenbach; † 12. August 1525 in Laufenburg), war ein Bauernführer im Deutschen Bauernkrieg. Der Chronist Andreas Lettsch beschreibt ihn in seiner Chronik.

## Herkunft
Das genaue Geburtsjahr von Hans Müller ist unbekannt, es ist vermutlich in die Zeit zwischen 1485 und 1495 zu datieren; als Geburtsort gilt Bulgenbach, ein Ortsteil von Grafenhausen unweit des Schluchsees. Das als sein Wohnhaus bezeichnete Gebäude, ein Strohdachhaus aus dem Jahr 1428, ist durch Blitzschlag am 23. August 1911 zerstört worden. Zunächst hatte Müller in kaiserlichen Diensten gestanden und in Frankreich als Landsknecht  gekämpft. Als sich in seiner Heimat, der Landgrafschaft Stühlingen, 1524 die Bauern erhoben, wählten sie den kriegserfahrenen und offenbar rhetorisch begabten Müller im Juni zu ihrem Hauptmann.

## Anführer im Bauernkrieg
Am 23. Juni 1524 kam es zum Stühlinger Schwur. Die Bauern bildeten auch im Raum St. Blasien ein Fähnlein, also eine bewaffnete Truppe von 150 bis 500 Mann. Als Banner wählten sie die Farben rot-weiß und die Aufschrift Alt-Österreich. Doch der vorderösterreichische Regent Ferdinand war von seinen Grundherren überzeugt worden, den Aufstand niederzuschlagen. Am 14. Juli 1524 versammelten sich rund 60 Ritter, Grafen und Vögte, um Graf Sigmund von Hohenlupfen beizustehen. Es erfolgten mehrere Tagungen und Abschiede, die jedoch von den Bauern nicht angenommen wurden. Hans Müller von Bulgenbach, redegewandt und von stattlicher Figur, wurde von den Bauern des Schwarzwalds und Klettgaus als ehemaliger Landsknecht, der noch zu Beginn des Jahres 1524 als Heerführer beim Schwäbischen Bund tätig war, (gemäß der Chronik des Andreas Letsch) zu ihrem Hauptmann gewählt. Ende Juli zog Hans Müller mit seinem Fähnlein (das etwa 600 Mann umfasste) nach Waldshut. Am 24. August waren auch weitere Bauern in Waldshut anwesend; es war der Tag der Waldshuter Chilbi. Als Graf Sigmund von der großen Menschenmenge erfuhr, glaubte er an keine Verhandlungen mehr. Ein letzter Verhandlungstag wurde auf den 7. September in Ewattingen berufen, doch die Bedingungen für einen Friedensabschluss schienen den Aufständischen zu hart; so wurden als letztes noch ein Kniefall und Buße gefordert.
Herzog Ferdinand ließ Hans Müller nun vorladen; dieser kam der Vorladung aber nicht nach, sondern begab sich um Beistand zu Balthasar Hubmaier nach Waldshut. Mit einem Manifest mit 16 Artikeln der „evangelischen Bruderschaft“ zog nun Hans Müller von Dorf zu Dorf. Ferdinand hatte inzwischen einen Freibrief erwirkt; der Graf von Lupfen setzte auf Ferdinands Befehl seinen ortskundigen Diener Stefan Wierdale auf ihn an. Dennoch liefen die Bauern nun scharenweise Hans Müller zu. Der ganze südliche Schwarzwald mit der Baar, dem Hegau und dem Klettgau, ausgenommen die Städte Villingen und Radolfzell, standen auf Seite Hans Müllers. Auch Herzog Ulrich von Württemberg, der auf seine 1521 erworbene Feste Hohentwiel geflüchtet war, trat der „evangelischen Bruderschaft“ bei.
Nach dem Anlass zu Ewattingen tat sich Hans Müller mit Oswald Meder zusammen, der im Brigachtal ein neues Fähnlein, den Brigachtaler Haufen, zusammenstellte. Der Breisgau war bereits großteils den Bauern zugefallen. Das gesamte nördliche Vorland des Bodensees war in Aufruhr, und im Februar und März 1525 bildeten sich drei Heerhaufen, der Seehaufen, der Baltringer Haufen und der Allgäuer Haufen. Müller übernahm das Kommando über rund 12.000 Bauern. Am 14. April 1525 öffnete die Stadt Hüfingen den Hauptleuten des Hegaus, Hans Benckler, und des Schwarzwälder Haufens, Hans Müller, die Stadttore. Vergeblich belagerten sie von hier aus das Dorf und das Schloss Donaueschingen. Sie zogen daher nach der Stadt Fürstenberg, die sich nach kurzer Verteidigung der inliegenden Wolfacher Besatzung ergab. Als die Donaueschinger dies erfuhren, ergaben sie sich durch Flucht. Am 7. Mai 1525 wurde die Burg Zindelstein zerstört. Den Wartenberg konnten sie zunächst nicht erobern (er fiel erst am 7. Juni durch die Geisslinger), zogen weiter nach Blumberg, das sie auch nicht besiegten, dann nach Engen, welches sie erhielten, dann nach Aach, um sich dann vor Radolfzell zu vereinigen. Zerstört wurden im Mai unter vielen anderen auch die Klöster Tennenbach, Ettenheimmünster, Schuttern und Heitersheim.

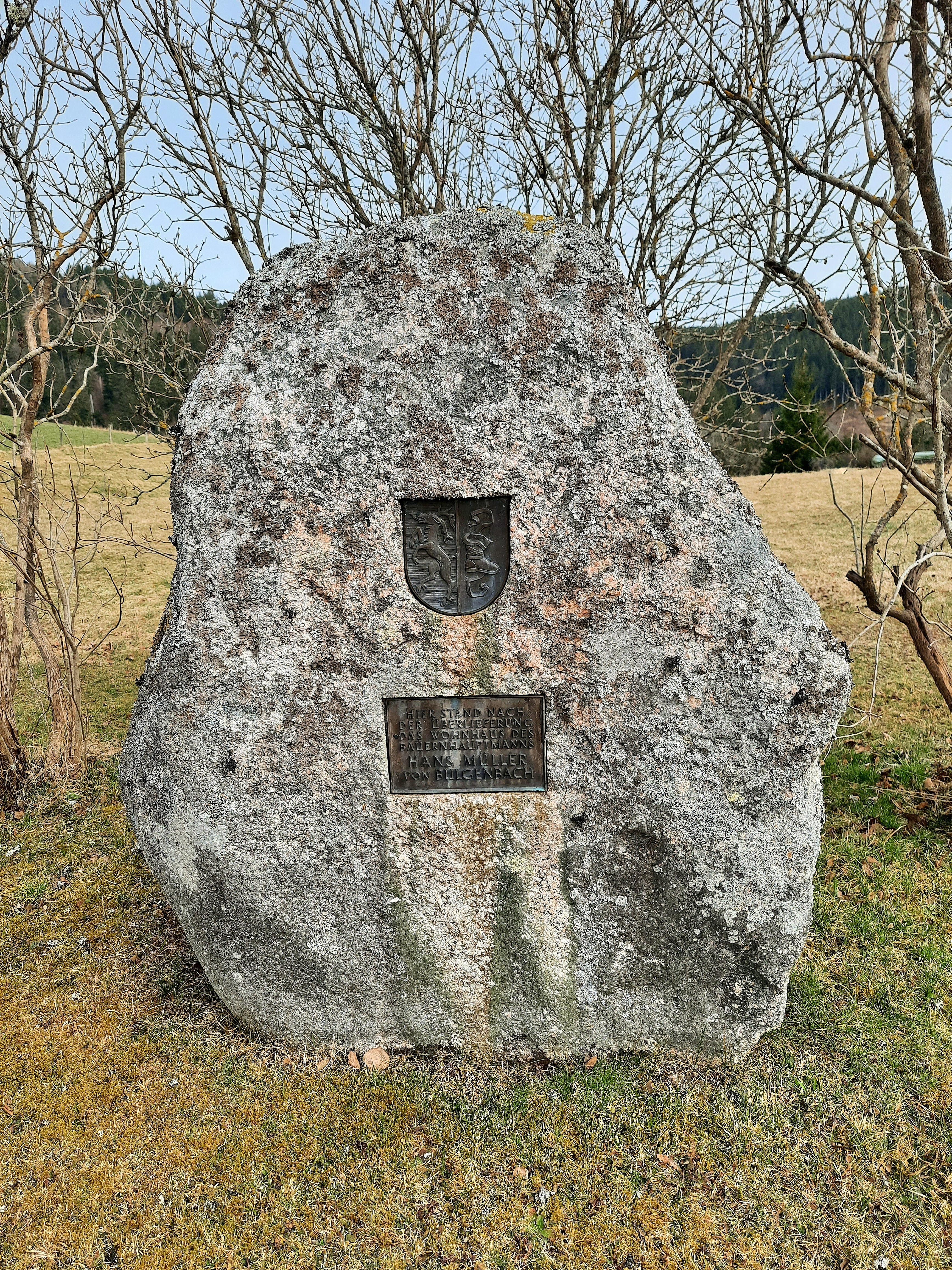
Gedenkstein für den Bauernführer Hans Müller im Hans-Müller-Weg seines Heimatortes Bulgenbach.

Im März erschien der Sturmlauf der Bauern noch erfolgreich, die in den Zwölf Artikeln ein politisches Programm vorlegten. Bereits im April zeigte sich mit der Niederlage bei Laupheim, wie gefährdet die Bewegung war, die sich trotzdem nordwärts nach Württemberg und Franken ausdehnte. Am 23. Mai gelang es Müller mit seinem Haufen Freiburg im Breisgau einzunehmen, wo der Stadtrat genötigt wurde, der „christlichen Vereinigung“ der Bauern beizutreten. Dieser Erfolg täuscht nicht darüber hinweg, dass der Siegeszug sich seinem Ende zuneigte. Die Stadt Villingen verteidigte sich mit Erfolg; unter anderem wurden sogar zwei Verräter innerhalb der Stadt hingerichtet. Die Villinger entsetzten im Juni das Dorf Schwenningen, während Hans Müller und seine Truppen in Bräunlingen und Hüfingen lagerten.
In diesen Tagen waren die Bauern bei Böblingen in Württemberg, in Königshofen, bei Saverne durch Herzog Anton II. (allein hier über 16.000 tote Bauern) und in Thüringen in der Schlacht bei Frankenhausen entscheidend geschlagen worden. Auch bei Weinsberg durch den Schwäbischen Bund (rund 6.000 tote Bauern) und im Allgäu durch Georg Fürst von Waldburg-Zeil waren zehntausende Bauern erschlagen worden. Für die Truppen im südlichen Schwarzwald wurde die Lage zunehmend schwieriger. Müller versuchte mit seinem Haufen Radolfzell einzunehmen. Er musste die Belagerung am 1. Juli 1525 angesichts schwindender Unterstützung (rund 10.000 Mann gegen eine Reiterschar von 8.000 unter Führung von Mark Sittich von Hohenems) jedoch abbrechen. Rund 24 Dörfer im Hegau wurden anschließend niedergemacht. Erbetene Hilfe zusammen mit Ulrich Albrecht mittels eines Bittbriefs an die Eidgenossen blieb erfolglos.
Hans Müller konnte wieder entkommen und verbarg sich auf dem Hohentwiel. Bei dem Versuch, sich den Klettgauern anzunähern, nahm man ihn in Schaffhausen gefangen, ließ ihn jedoch alsbald wieder frei. In Schopfheim beriet er sich noch mit den Markgräflern und den Breisgauern. Wenig später wurde Müller – auf dem Weg in den Klettgau – im habsburgischen Laufenburg durch den Vogt Ulrich von Hapsberg gefangen genommen. Nach 40 Tagen Kerker und Folter – laut Chronik nach vorheriger Haft – wurde er am 12. August 1525 von einem Schaffhauser Scharfrichter, um den der Vogt gebeten hatte, hingerichtet.
Die Niederschlagung des Bauernaufstands in Grießen am 4. November 1525 erlebte er nicht mehr. Nach dem Ende aller Aufbegehrungen mussten die Untertanen des Landgrafen am 12. Juli 1525 in Ewattingen die Abbitte leisten und ihrem Herrn huldigen.

## Gedenken
Zum seinem Gedenken wurde in Bulgenbach der Hans-Müller-Weg nach ihm benannt und am Platz an dem bis 1911 sein Anwesen stand ein Gedenkstein errichtet. ⊙ In Berlin-Frohnau gibt es einen Bulgenbachweg der zum Gedenken an den Bauernführer aus Bulgenbach so benannt wurde.

## Sonstiges
- Hans Müller ist die Hauptperson in Wolfgang Ernst Mildenbergers Erzählung Der Hauptmann vom Walde, die 1954 vom Volksbund für Dichtung gedruckt wurde.
- Auch der 1993 erschienene Roman Hans Müller aus Bulgenbach von Günter Koppenhöfer zeichnet Müllers Lebensgeschichte in freier Nachdichtung auf.
- Das Kurzschwert des Volkshelden hat ehemals der Dichter, Sammler und  Heimatforscher Ferdinand Hasenfratz angekauft, restauriert und in einer eisenbeschlagenen Truhe auf rotem Tuch umgeben von Schneckenhäuschen – die den Anfang des Bauernaufstandes symbolisieren – aufbewahrt. Es ist heute noch erhalten.[Anm 1]

## Anmerkung
1. ↑  Echtheitsurkunde: „Das Schwert des Bauernführers Hans Müller von Bulgenbach Am 22. August 1911 abends ½ 9 Uhr entzündete der Blitz mein Wohn- und Ökonomiegebäude hier, welches darauf vollständig niederbrannte. In diesem Hause wohnte einst der Bauernführer Hans Müller von Bulgenbach. Dessen Schwert wurde von jeher im besagten Haus aufbewahrt. Es ist ein zweischneidiges Kurzschwert scharf und spitzig und hatte eine Länge von 40 Centimeter, wovon 28 cm auf die Klinge und 12 Centimeter auf den Griff entfallen. Die Breite der Klinge beträgt 5 cm, die Länge der Parirstange 7 ½ cm Der Griff bestand aus Hirschhorn, die Scheide aus Cedernholz, überzogen mit feinem Leder; die Parirstange, das Griff = und Scheidenbeschläge aus gelbem Metall. Horngriff und Scheide sind in genanntem Brande zugrunde gegangen. Die Klinge mit Griffdorn wurde aus dem Brandschutte wieder zutage gefördert, ebenso die Parirstange und das Scheidenbeschläge; von letzterem jedoch nur der obere Teil. Beschläge und Parirstange sind verbogen ; alle Teile des Schwertes ausgeglüht. Am 10. September d. J. habe ich das Schwert nebst Beschlägen und Parirstange dem Ferdinand Hasenfratz in Untereggingen, Amts Waldshut, als dessen nunmehriges Eigentum zugesandt. Derselbe wird das Schwert wieder aufrüsten und der Nachwelt aufbewahren. Bulgenbach, den 25. September 1911“

Bemerkung: Vorseitige Angaben sind richtig. Vorstehende Unterschrift des mir persönlich bekannten, hier wohnhaften Karl Morath, Landwirt, wurde heute in meiner Gegenwart von demselben eigenhändig vollzogen, wird beurkundet. Bulgenbach, Staufen, den 25. September 1911. Der Bürgermeister Morath. Transkription: Irmgard Isele und Anna Ebner. (Webseite der Vereinigung hans-mueller-bulgenbach. Abruf am 6. Februar 2022.)